# 123
Cette page concerne l'année 123  du calendrier julien. Pour l'année 123 av. J.-C., voir 123 av. J.-C. Pour le nombre 123, voir 123 (nombre). Pour la série télévisée espagnole, voir Un, dos, tres.
L'année 123 est une année commune qui commence un jeudi.

## Événements
- Printemps : Hadrien convoque une assemblée à Tarraco, qui est annulée à la réception d'une lettre du préfet d’Égypte Haterius Nepos demandant assistance contre des émeutes déclenchées à la suite de la réincarnation du taureau Apis ; Hadrien reporte son intervention à sa prochaine visite en Égypte. A Tarraco, un esclave fou tente de l'assassiner. Il passe ensuite en Mauretanie après avoir peut-être visité la Lusitanie. À l'annonce de troubles en Parthie il décide de partir vers l'Orient[1].
- Juin : Hadrien et Osroes, roi des Parthes, tiennent une conférence sur une île de l'Euphrate[2]. Un accord de paix est conclu. Hadrien s'abstient d'intervenir dans les affaires de Parthie et s'engage à ne pas soutenir la révolte de Parthamaspatès. La dynastie des Abgar est rétablie en Osroène[1]. Vologèse, roi arsacide d'Arménie, est placé sous la protection de Rome[3].
- Automne : Hadrien visite le Pont après avoir traversé la Cappadoce, et navigue vers l'est par Amisus et Sinope ; il reconnaît Cotys comme roi du Bosphore, puis visite la Bithynie. Il passe probablement l'hiver à Nicomédie[1].
- Hadrien termine de faire construire la villa Adriana.

- Le général chinois Ban Yong (en), fils de Ban Chao, réinstalle une colonie militaire à Louktchoun, près de Tourfan dans le Tarim[4].
- Ouverture de la Via Cassia Nova, nouvel axe de sortie nord de Rome[5].